# Новокостянтинівське уранове родовище
Новокостянтинівське уранове родовище — у Кіровоградській області (с. Олексіївка, Маловисківський район). Відкрите в 1975 році. Гідротермально-метасоматичне. Запаси родовища (100—150 тис. т урану) оцінюються як найбільші в Європі та п'яті у світі за потужністю. Розроблення Новокостянтинівського родовища дозволить Україні зайняти 2-е місце серед урановидобувних країн світу.

## Основні характеристики
Розташування: 10 км на південний схід від райцентру Мала Виска Кіровоградської області та за 45 км на захід від м. Кропивницький. Координати: 48035` північної широти та 31045` східної довготи .
Рудні тіла: Тіла складної морфології потужністю десятки-сотні метрів та протяжністю до 1700 метрів. Розміри рудних тіл в альбітитах змінюються від 30 до 430 м по простяганню та від 35 до 1450 м по падінню. Потужність рудних тіл коливається від 2,5 до 45,4 м, глибина залягання від 75 до 1210 м.
Основні мінерали: уранініт, коффініт, настуран, бранерит, гідроокисли урану утворюють дрібну вкрапленість у руді, рідко розвинуте прожилково-вкраплене зруденіння.
Вміст урану в руді: 0,139 % .

## Інші уранові родовища України
| - Сафонівське уранове родовище - Ватутінське уранове родовище - Центральне уранове родовище - Мічурінське уранове родовище - Садове уранове родовище - Братське уранове родовище - Христофорівське уранове родовище - Девладівське уранове родовище | - Новогурівське уранове родовище - Хутірське уранове родовище - Сурське уранове родовище - Северинівське уранове родовище - Компаніївське уранове родовище - Докучаївське уранове родовище - Південне уранове родовище - Калинівське уранове родовище | - Лозоватське уранове родовище - Жовторіченське уранове родовище - Первомайське уранове родовище - Миколо-Козельське уранове родовище - Червоношахтарський урановий рудопрояв - Адамівське уранове родовище - Краснооскольське уранове родовище - Берецьке уранове родовище |